# Região de Parkland
A Região de Parkland é uma região geográfica da província de Manitoba, Canadá. Está localizada na parte oeste da província, entre o Lago Manitoba e o Lago Winnipegosis, e também na fronteira de Manitoba com Saskatchewan. A região compreende parte de três divisões do censo de Manitoba, N.º 16, N. º 17 e N.º 20, que juntas possuem uma área de 28.209 km2 e uma população de 42.088 habitantes. A cidade mais importante dessa região é Dauphin.

## Ligações Externas
- Parkland Regional Profile
- Parkland Tourism